# Mélissos
Mélissos de Samos (en grec ancien Μέλισσος ὁ Σάμιος / Mélissos ó Sámios) est un philosophe présocratique, un homme politique et un trièrarque ionien de Grèce antique, dernier représentant de l'école éléatique.

## Biographie
Mélissos est le fils de Ithagénès, philosophe et général de Samos.
Il est né vers -470, mais la date de sa mort est inconnue. Son acmé est fixée à la quatre-vingt-quatrième Olympiade (-444 – -441) selon Diogène, Mélissos n'est l'auteur que d'un seul ouvrage, écrit en prose, dont il ne nous reste que des fragments que nous connaissons par le truchement de Simplicios de Cilicie. Aristote, auteur entre autres d'un traité intitulé De Mélissos, de Xénophane et de Gorgias, fait aussi référence à Mélissos dans un traité intitulé Contre les doctrines de Mélissos, rapporté dans la bibliographie de ses œuvres que nous livre Diogène. Timon décrit Mélissos comme le « Vainqueur de beaucoup d'illusions, vaincu par peu d'entre elles. »

## Son activité en tant qu'homme politique
En 444 av. J.-C., élu navarque et ainsi amiral de la marine samienne, il affronta victorieusement la flotte athénienne qui faisait blocus à sa patrie.
Avec moins de force navales que l'ennemi athénien, il réussit à couler plusieurs navires adverses, en arraisonna d'autres, et par la même il put fournir aux samiens vivres et munitions pour continuer la guerre face à la grande cité adverse d'Athènes. Il réussit alors à tenir la mer sous contrôle durant deux semaines, en dépit de l’hégémonie Athénienne. Devant ce revers, Périclès ne put que relancer les hostilités, et après une victoire navale contre Samos, vint les assiéger sur terre à Samos même jusqu’à leur capitulation devant les murs de la ville. Seul le manque de vivre fit capituler au bout de 9 mois les samiens, qui durent alors abattre leurs remparts, remettre leurs navires, et payer un lourd tribut garanti par des otages à Athènes. La disproportion des forces en présence favorisa logiquement les athéniens, mais les samiens en raison de l'ingéniosité de leur navarque Mélissos, obtinrent une gloire aussi méritée qu'étonnante.
D'une certaine manière il semble avoir incarné a titre personnel les deux voies de l'école éléate : la Raison et l'Opinion. Mélissos fut un authentique homme d'action, et un philosophe profond et vigoureux, comme en témoignent ses argumentations dialectiques. Mélissos et Parménide qui soutiennent énergiquement que tout est un et se tient immobile en lui-même, n’ayant pas de place où se mouvoir Platon le tenait en grande estime.  De son côté, Aristote tenta de déprécier ses recherches, et le couvrait injustement d'un grand mépris, et l'appelle « disputeur à l'esprit trop grossier ».
D'une dizaine d'années plus jeune que Zénon d'Élée, d'abord formé à la physique ionienne, il rencontre Héraclite, qui l'entretient de politique et le présente aux autorités d'Éphèse. Ensuite, Mélissos se convertit à l'éléatisme de Parménide tout en conservant l'idée de l'infini, propre à Anaximandre. En tant que contemporain de Zénon d'Élée, Mélissos partage avec les éléates le désir de développer une pensée spécifique sur la notion de l'être.
Dès lors, Mélissos de Samos peut être considéré comme le dernier grand éléate de l'histoire de la pensée.

## Philosophie
Platon rapporte un élément de l'école de Mélissos, héritier de Parménide dans le Théétète : « tout est un, et que cet un ne sort pas de lui-même, repose en son propre sein, n’ayant pas d’espace où il puisse se mouvoir. ». Pour Mélissos, l’univers et l’Étant sont infinis. Au sein des 10 fragments qui nous restent de son œuvre, il développe une conception de l'être comme ce qui est pleinement : l'être de Mélissos a pour attributs nécessaires : immutabilité (ne change pas), immobilité, infinité, éternité, unité. Ces attributs sont nécessaires au sens étymologique : necessarius (latin), ce qui est inévitable, ce qui ne peut pas être autrement.
Mélissos fait découler les qualités de l'être de manière logique. Ainsi, parce que l'être est infini, qu'il n'a donc ni commencement ni fin, il ne peut pas se mouvoir, car il n'y a pas de vide. Par conséquent, l'être joue un rôle axiomatique dans la définition de ses attributs. C'est justement sur la notion d'infinité que Mélissos marque sa différence avec Parménide, ce dernier jugeant que l'être n'est pas infini mais « continu, fini, sphérique ».
C'est cette séparation entre l'être de Parménide et l'être de Mélissos qui explique que seul le premier ait reçu l'approbation d'Aristote, tandis que Platon perçoit Mélissos plus favorablement.
Si pour Parménide aussi bien que pour Mélissos, l'être est un intelligible, pour Mélissos, ce n'est pas une réalité physique :
« Si en effet ce sont des êtres que la terre, l'air, le feu, si ceci est vivant, cela mort, ceci blanc, cela noir, si toutes les autres choses que les hommes disent être vraies sont en effet, si nous voyons et si nous entendons juste, il faut que chaque chose reste telle qu'elle nous a paru d'abord, sans changer ni s'altérer, qu'elle soit toujours ce qu'elle est. […] tout ce que nous voyons partout semble s'altérer et se transformer. Il est donc clair que nous ne voyons pas juste, mais aussi que c'est à tort que toutes ces choses nous paraissent être. ».
Mélissos s'est aussi exprimé sur les dieux, à la manière des sceptiques, car dans son propos transparaît une épochè :
« Mais il disait aussi, à propos des dieux, qu'il ne fallait pas se prononcer ; car il n'y en a pas de connaissance. »

## Ses écrits
Il est réputé par la tradition pour n'avoir écrit qu'un seul ouvrage de philosophie, Sur l’Être et la Nature, dont seul Simplicios a transmis quelques extraits importants.

#### Sources
- (fr) Pierre Pellegrin (dir.) (trad. du grec ancien), Aristote : Œuvres complètes, Paris, Éditions Flammarion, 2014, 2923 p. (ISBN 978-2-08-127316-0)
- Aristote, Réfutations sophistiques,
- Aristote, Métaphysique
- Diogène Laërce, Vies, doctrines et sentences des philosophes illustres
- Plutarque, Vies parallèles des hommes illustres
- Simplicius, Commentaires sur le traité Du Ciel d'Aristote

#### Fragments et témoignages
- Jean Voilquin, Les Penseurs grecs avant Socrate, Paris, Garnier-Flammarion, 1964
- Jean Paul Dumont Les Présocratiques, édition Gallimard, Bibliothèque de la Pléaide 1988. (pages 295 -315)
- Mathilde Brémond, Lectures de Mélissos : Édition, Traduction et Interprétation des témoignages sur Mélissos de Samos, Walter de Gruyter, 2017, 585 p. (ISBN 978-3-11-054560-9, lire en ligne)

#### Études
- Eduard Zeller, La Philosophie des Grecs (1844-1852), vol. I et II , trad. Émile Boutroux, Paris, 1882 (Lire en ligne le tome 2 sur Gallica)